# Hypersidérémie
Une hypersidérémie est une élévation pathologique du taux sérique de fer, observée dans les anémies hémolytiques, les hémochromatoses et les ictères par hépatite.
Il est souvent associé à une anémie hypochrome microcytaire d'origine inflammatoire .